# Emiliano Denis
Emiliano Denis, vollständiger Name Emiliano Darío Denis Figueroa, (* 16. Dezember 1991 in Las Piedras) ist ein uruguayischer Fußballspieler.

## Karriere
Der 1,86 Meter große Torhüter Denis, auch als Darío Denis geführt, gehörte zu Beginn seiner Karriere in der Spielzeit 2012/13 dem Club Atlético Bella Vista an, wurde jedoch bei den Montevideanern nicht in der Primera División eingesetzt. Im Oktober 2013 wechselte er innerhalb der Stadt zum Erstligisten Centro Atlético Fénix. In der Saison 2013/14 hütete er dort in zwei Erstligapartien das Tor. Mitte 2014 verpflichtete der zu diesem Zeitpunkt von seinem Landsmann Julio César Ribas trainierte spanische Verein FC Cartagena Denis als zweiten Torhüter des Profiteams. Dort trifft er auf die zeitgleich mit ihm unter Vertrag genommenen Uruguayer Roberto Carlos Hernández, Martín Boselli und Jonathan Rack (Jonathan Rak). In der laufenden Spielzeit 2014/15, in der er Ende Juli 2014 wegen einer Operation infolge einer Blinddarmentzündung mit dem Training aussetzten musste, wurde er nicht in der Segunda División B eingesetzt. Mindestens seit der Apertura 2015 steht er wieder in Reihen von Fénix. In der Spielzeit 2015/16 absolvierte er 30 Erstligapartien. Während der Saison 2016 kam er in neun Ligaspielen und zwei Begegnungen der Copa Sudamericana 2016 zum Einsatz.